# Поджореале
Поджореале (італ. Poggioreale, сиц. Poggiuriali) — муніципалітет в Італії, у регіоні Сицилія, провінція Трапані.
Поджореале розташоване на відстані близько 470 км на південь від Рима, 50 км на південний захід від Палермо, 55 км на південний схід від Трапані.
Населення — 1492 особи (2014).

## Фантазма

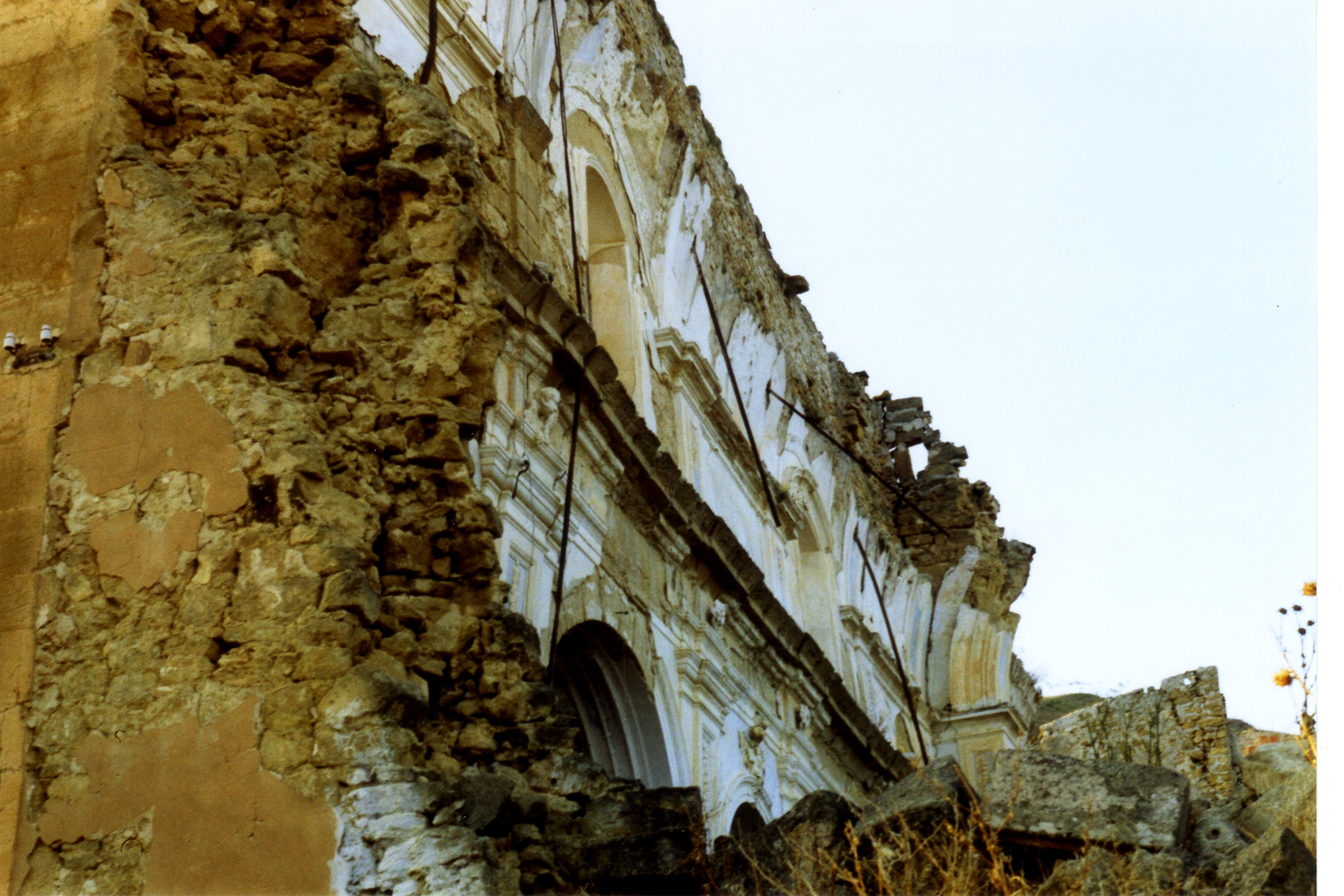
Руїни старого міста

14-15 січня на Сицилії відбувся землетрус силою в 6,4 бали за шкалою Ріхтера, 380 людей померло та близько 70 000 залишилося без домівок . В результаті землетрусу місто було повністю зруйноване. Сучасне Поджореале було відбудоване за декілька кілометрів від покинутого в руїнах міста. Щоб не плутатися, навколишні мешканці називають покинуте місто Фантазма. 

## Демографія
Населення за роками:

Станом на 1 січня 2023 року в муніципалітеті офіційно проживали 53 іноземці з 11 країн, серед них 17 громадян країн Євросоюзу.

## Сусідні муніципалітети
- Контесса-Ентелліна
- Джибелліна
- Салапарута
- Санта-Маргерита-ді-Беліче